# Abe Coleman
Abe Kelmer (Żychlin, 20 de septiembre de 1905 – Queens, 28 de marzo de 2007) fue un luchador, promotor y árbitro profesional polaco, conocido por competir bajo los nombres de Abe Coleman, Hebrew Hércules y Jewish Tarzán. En el momento de su muerte, se creía que Coleman era el luchador profesional más antiguo del mundo y el único luchador conocido que vivió más de 100 años.

## Primeros años
Kelmer nació en una familia judía en Żychlin, Congreso de Polonia en 1905. Su padre era vendedor de carbón. Kelmer tenía 15 hermanos mayores, algunos de los cuales fueron asesinados en el Holocausto. En 1923, emigró a Winnipeg, Canadá, y luego se mudó a la ciudad de Nueva York en los Estados Unidos.

## Carrera
De acuerdo con Greg Oliver del Canadian Online Explorer, existe un debate sobre el debut de Kelmer en la lucha libre profesional. En 1929, el promotor local Rudy Miller le ofreció a Coleman 25 dólares (hoy equivalente a 440 dólares) para luchar después de verlo entrenar en un gimnasio de Brooklyn. A pesar de esto, luchó hasta empatar con George Deslonchamps el 19 de marzo de 1928, en el Madison Square Garden, pero se desconoce si fue Kelmer u otro luchador con el mismo nombre en el ring.
A Coleman se le acredita como el inventor del dropkick, el cual afirma que su inspiración para crear el movimiento provino de los canguros que observó durante una gira por Australia en 1930.
Coleman nunca fue un campeón, pero se le consideraba un sólido reserva en la media cartelera. En la década de 1930, Coleman derrotó a Jim Londos en un partido en una plaza de toros de México frente a 60.000 espectadores. Durante un combate de 1936 contra Man Mountain Dean frente a 36.000 personas, Coleman le golpeó contra el suelo, rompiendo la alfombra del ring y cayendo al suelo de la arena.
Tras su retiro como luchador en activo, Coleman se convirtió en árbitro de lucha libre profesional. También promovió varios espectáculos de lucha libre con Bill Johnston.
Alejado del mundo luchistico, inspeccionó las matrículas del Departamento de Vehículos Motorizados del Estado de Nueva York.

## Vida personal
Kelmer conoció a June Miller en 1936 y afirmó que la conoció en el Madison Square Garden cuando aterrizó en su regazo después de ser arrojado del ring. Se casaron tres años después. La pareja no tuvo hijos y Miller murió en 1987. Kelmer vivía en Forest Hills, y en una ocasión sometió a dos asaltantes cuando tenía 80 años.
Fuera de la lucha libre, los intereses de Kelmer incluían el póquer y las carreras de caballos.
En sus últimos años, un Kelmer en silla de ruedas vivió en el Centro de Atención Médica y Rehabilitación de Meadow Park en Flushing, Nueva York. Murió el 28 de marzo de 2007 a los 101 años de edad, en un asilo de ancianos en Queens, de insuficiencia renal.

## Campeonatos y logros
- Cauliflower Alley Club
  - Homenajeado (1995)
- Professional Wrestling Hall of Fame and Museum
  - Clase 2012 (categoría pionera)[4]